# Corumbataí
Corumbataí é um município do estado de São Paulo, no Brasil. Sua população estimada em 2024 pelo IBGE era de 4.285 habitantes.

## Topônimo
O nome do município foi dado em alusão ao rio Corumbataí, importante manancial de água que atravessa seu território. O nome do rio e da cidade têm sua origem no peixe curimbatá que é muito comum na região, inclusive no brasão do município a figura do peixe curimbatá está presente.

## História
Em 1821, o governador da província de São Paulo, Carlos Augusto Oeybhausen, concedeu, a Francisco da Costa Alves, uma concessão de terras: a sesmaria do rio Corumbataí, que veio a ser ocupada por Francisco, sua família e seus escravos através de fazendas.
O povoado de Corumbataí surgiu em 1906 com a criação do Núcleo Colonial Jorge Tibiriçá em território do município de Rio Claro, sendo uma das duas sedes urbanas do núcleo (a outra sede era o povoado de Ferraz). A região foi colonizada por imigrantes italianos, alemães, poloneses, russos e lituanos.

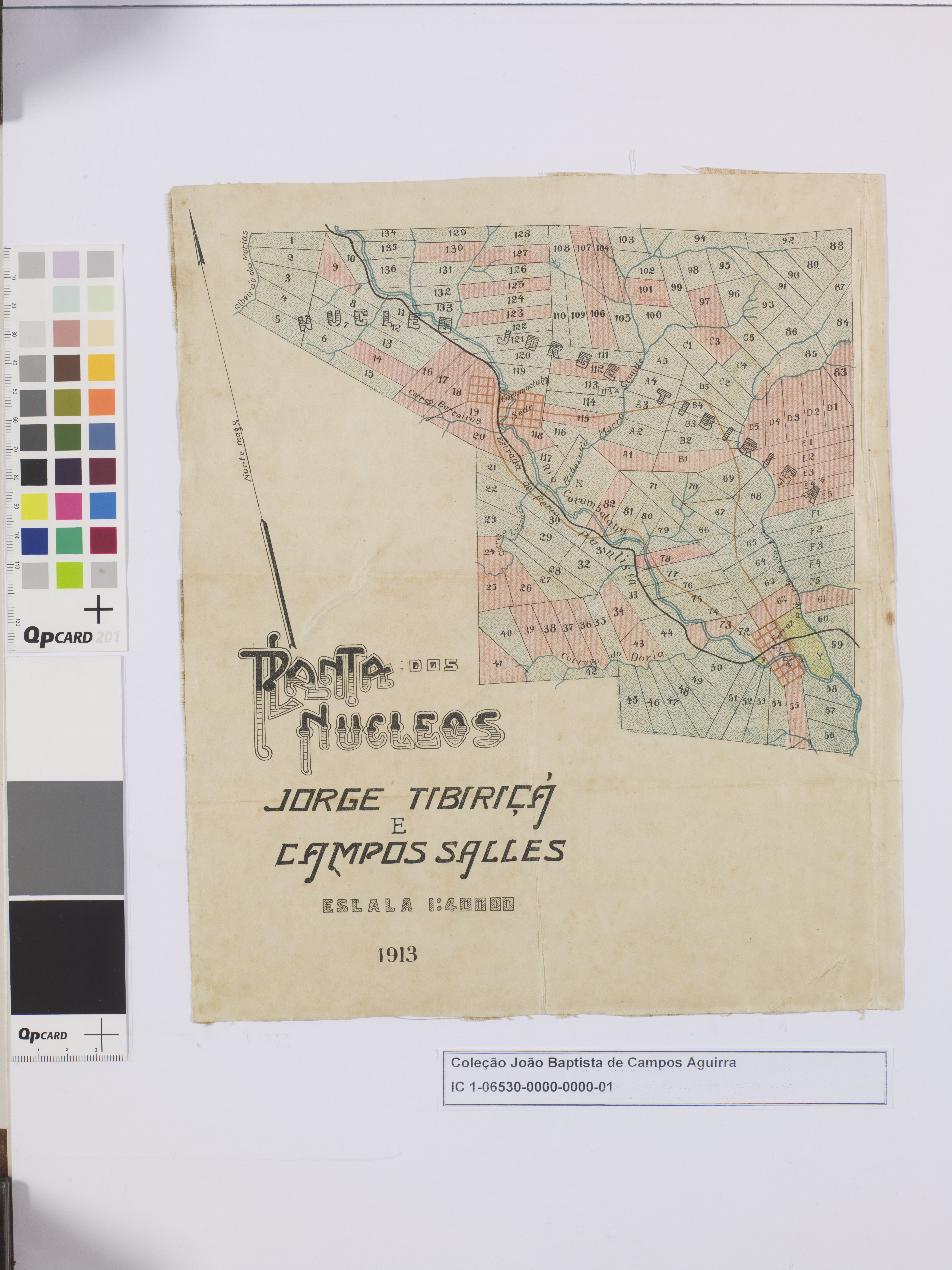
Planta do Núcleo Colonial Jorge Tibiriçá.

Este núcleo urbano foi criado ao redor da estação ferroviária Corumbataí, que já havia sido aberta ao tráfego pela  Companhia Estrada de Ferro Rio Claro em 15/10/1884 e posteriormente em 1892 passou a ser de propriedade da Companhia Paulista de Estradas de Ferro foi construída próxima à casa-sede da Fazenda São José.

### Formação territorial-administrativa
Histórico da formação do município:
- Distrito criado no município de Rio Claro pela Lei nº 1.669, de 27/11/1919.
- Município criado pela Lei nº 233, de 24/12/1948.

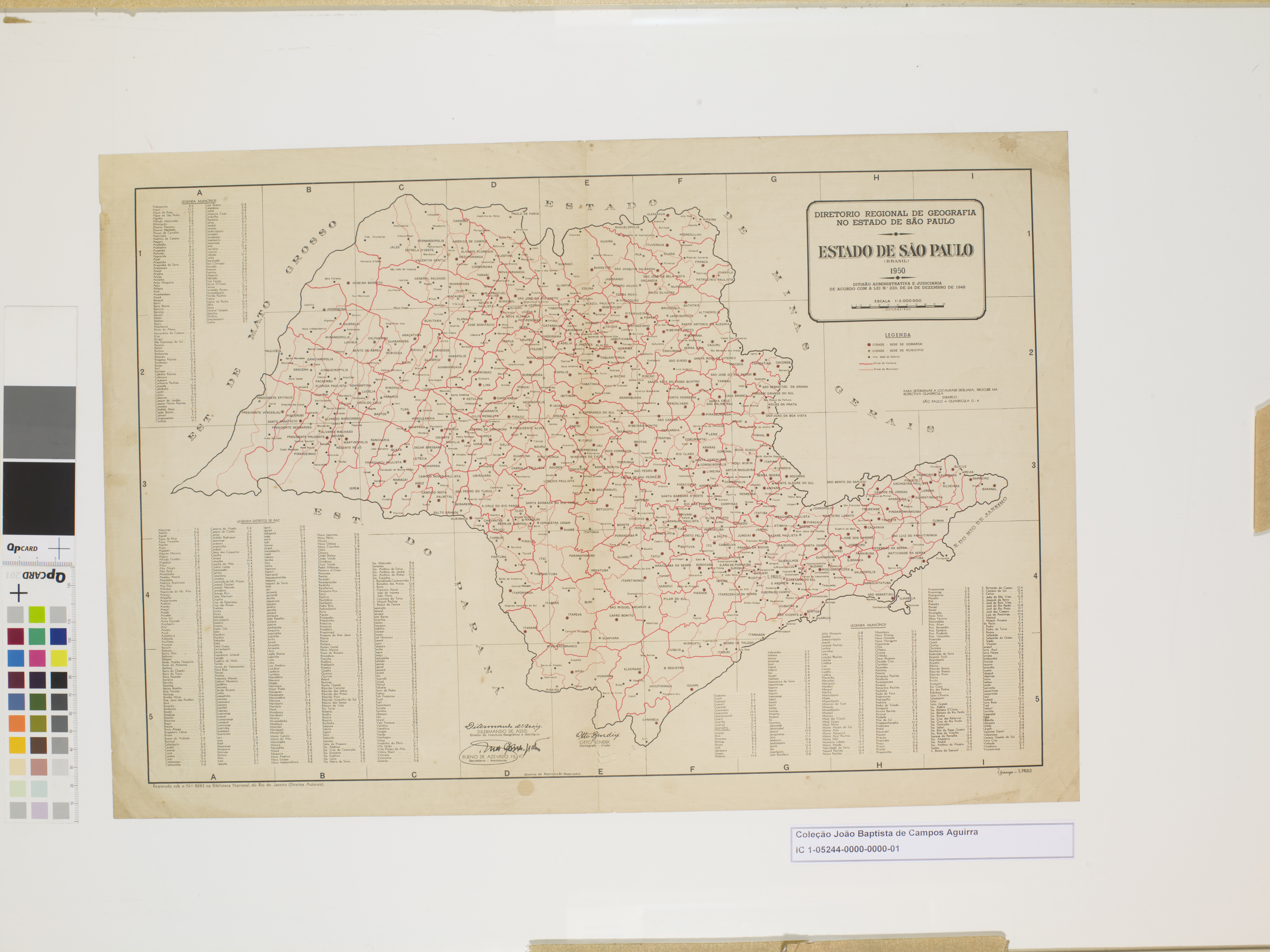
Estado de São Paulo (1948).

## Geografia
Localiza-se a uma latitude 22º13'12" Sul e a uma longitude 47º37'33" Oeste, estando a uma altitude de 608 metros. Possui uma área de 278,1 km². 

### Hidrografia
- Rio Corumbataí

### Rodovias

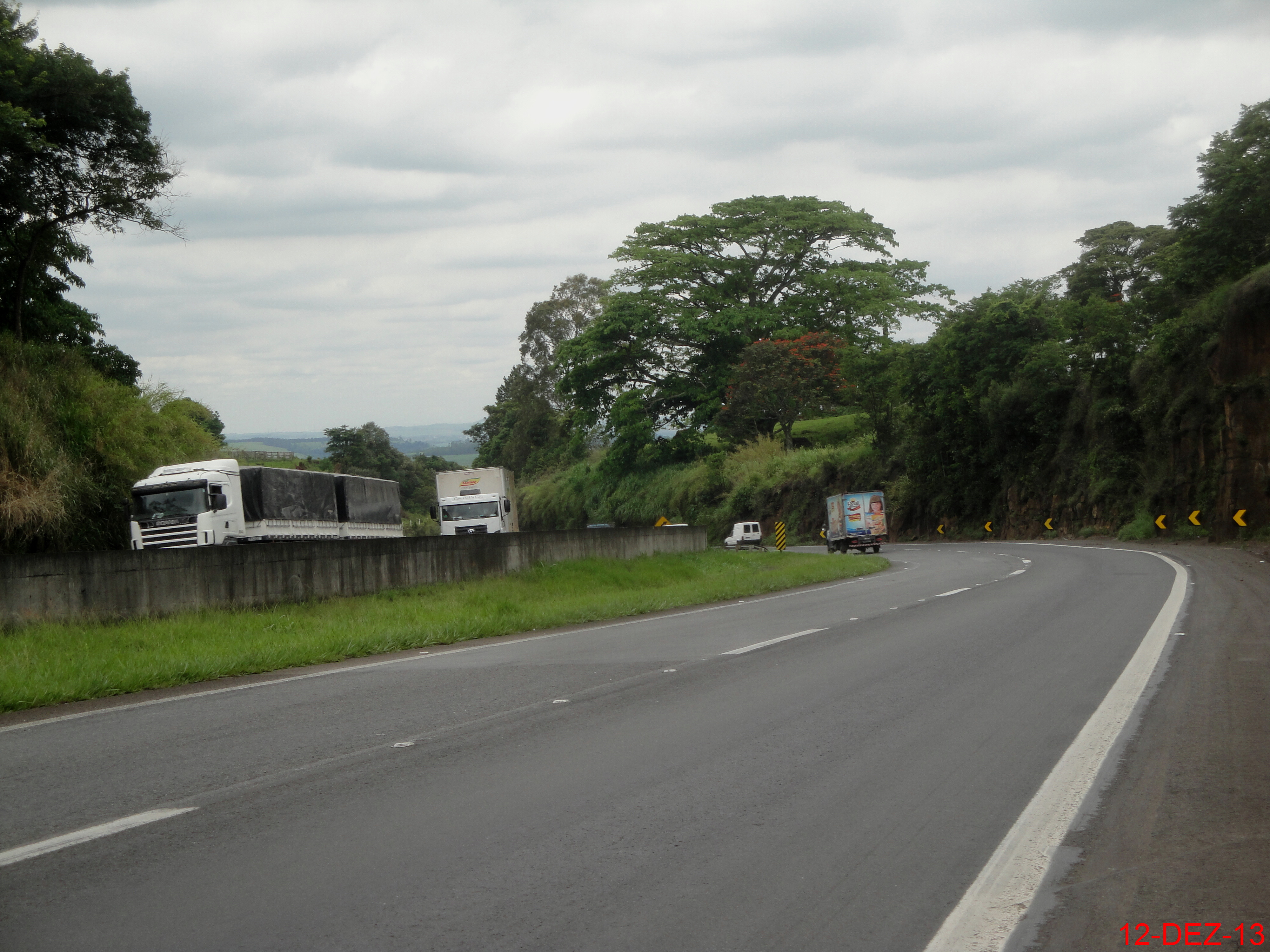
Início da descida da Serra na Rodovia Washingon Luís em Corumbataí.

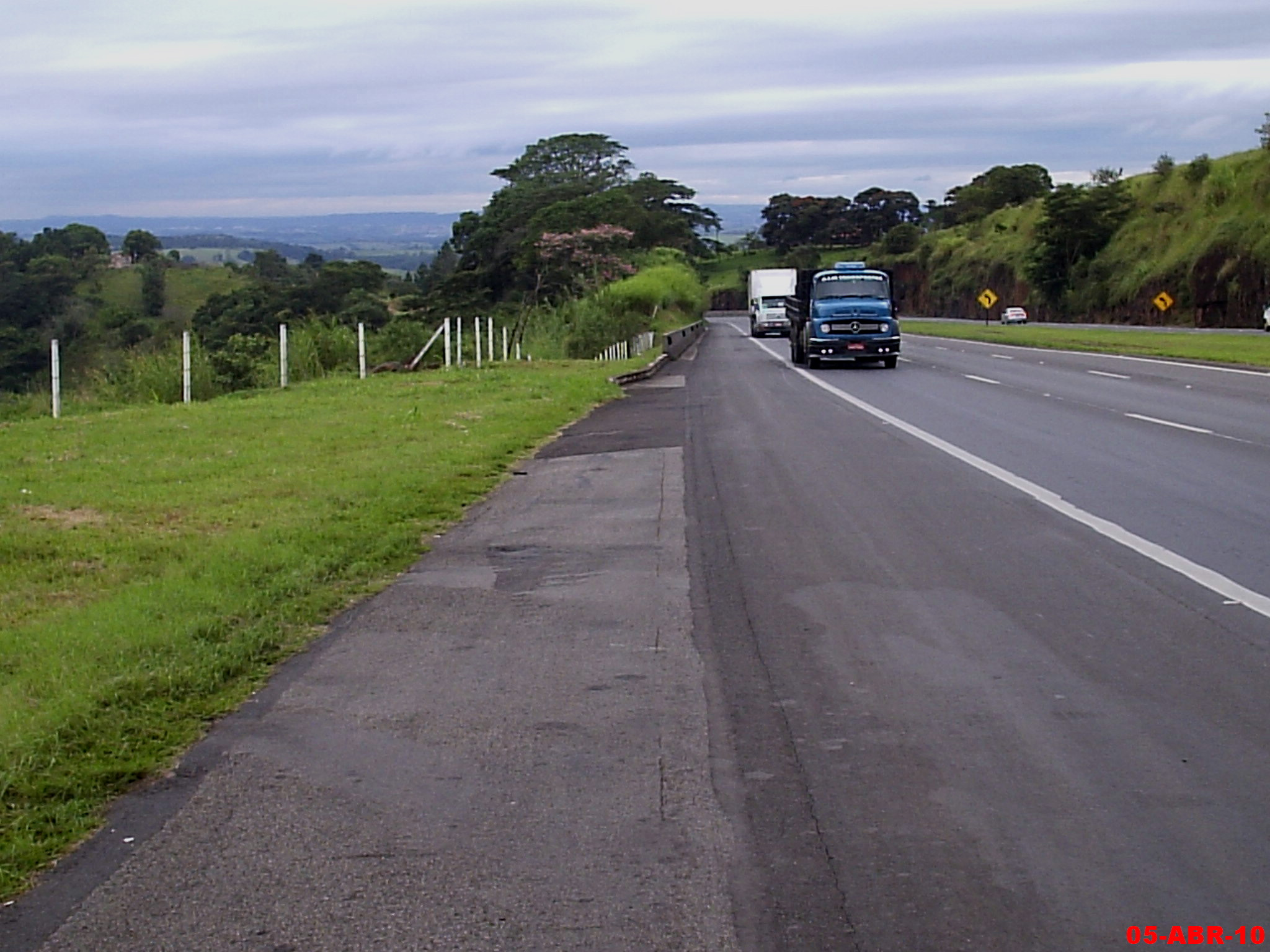
Subida da Serra na Rodovia Washington Luís em Corumbataí.

- SP-310 - Rodovia Washington Luís

## Demografia

### População
| Crescimento populacional                             | Crescimento populacional | Crescimento populacional | Crescimento populacional |
| Ano                                                  | População Total          |                          | %±                       |
| ---------------------------------------------------- | ------------------------ | ------------------------ | ------------------------ |
| 1950                                                 | 3 785                    |                          | —                        |
| 1958                                                 | 1 996                    |                          | −47,3%                   |
| 1960                                                 | 3 514                    |                          | 76,1%                    |
| 1970                                                 | 2 842                    |                          | −19,1%                   |
| 1980                                                 | 2 784                    |                          | −2,0%                    |
| 1991                                                 | 3 156                    |                          | 13,4%                    |
| 2000                                                 | 3 794                    |                          | 20,2%                    |
| 2010                                                 | 3 874                    |                          | 2,1%                     |
| 2022                                                 | 4 195                    |                          | 8,3%                     |
| Est. 2024                                            | 4 285                    | [ 14 ]                   | 2,1%                     |
| Fontes: Censos Demográficos IBGE e Estimativas SEADE |                          |                          |                          |

### Dados demográficos
Dados do Censo - 2000
População Total: 3 794
- Urbana: 1 718
- Rural: 2 076
- Homens: 1 985
- Mulheres: 1 809

Densidade demográfica (hab./km²): 13,64
Mortalidade infantil até 1 ano (por mil): 15,95
Expectativa de vida (anos): 71,17
Taxa de fecundidade (filhos por mulher): 2,82
Taxa de Alfabetização: 92,03%
Índice de Desenvolvimento Humano (IDH-M): 0,780
- IDH-M Renda: 0,711
- IDH-M Longevidade: 0,770
- IDH-M Educação: 0,860

(Fonte: IPEADATA)

## Política e administração
- Prefeito: João Batista Altarugio Filho (2025/2028)
- Vice-prefeito: Isaura Salles (2025/2028)

## Infraestrutura

### Comunicações
O sistema de telefones automáticos foi inaugurado na cidade em 1973 pela Telecomunicações de São Paulo (TELESP), que também implantou o sistema de discagem direta à distância (DDD) em 1988 com o código de área (0195). Anteriormente a cidade era atendida pela Companhia Telefônica Brasileira (CTB).
Na década de 90 o código DDD da cidade foi alterado para (019), para padronização do sistema telefônico com a telefonia celular que estava sendo implantada em todo o estado.

## Religião
O Cristianismo se faz presente na cidade da seguinte forma:

### Igreja Católica
- A igreja faz parte da Diocese de Piracicaba.[22]

### Igrejas Evangélicas
Entre as igrejas protestantes históricas, pentecostais e neopentecostais, encontram-se na cidade:
- Assembleia de Deus Ministério do Belém.[24][25]
- Congregação Cristã no Brasil.[26]